# Vältmodellen
Vältmodellen är en typ av vyplacering som används inom olika arkitekt-branscher. Det är också en teknik som grundskolan lär ut till sina elever. Tekniken innebär att man först ritar av ett föremål rakt framifrån. Sedan vänder man på det ett fjärdedels varv åt höger för att sedan rita av det i den vinkelt. Man lägger sedan föremålet som ritats av i grundpositionen (rakt framifrån) och vänder den ett kvarts varv neråt. Då får man tre vinklar, och det är det som behövs för att se hur föremålet ska byggas.